# Louis-Gustave Cambier
Louis-Gustave Cambier (Schaerbeek, 13 giugno 1874 – Ixelles, 23 maggio 1949) è stato un pittore e scultore belga.

## Biografia

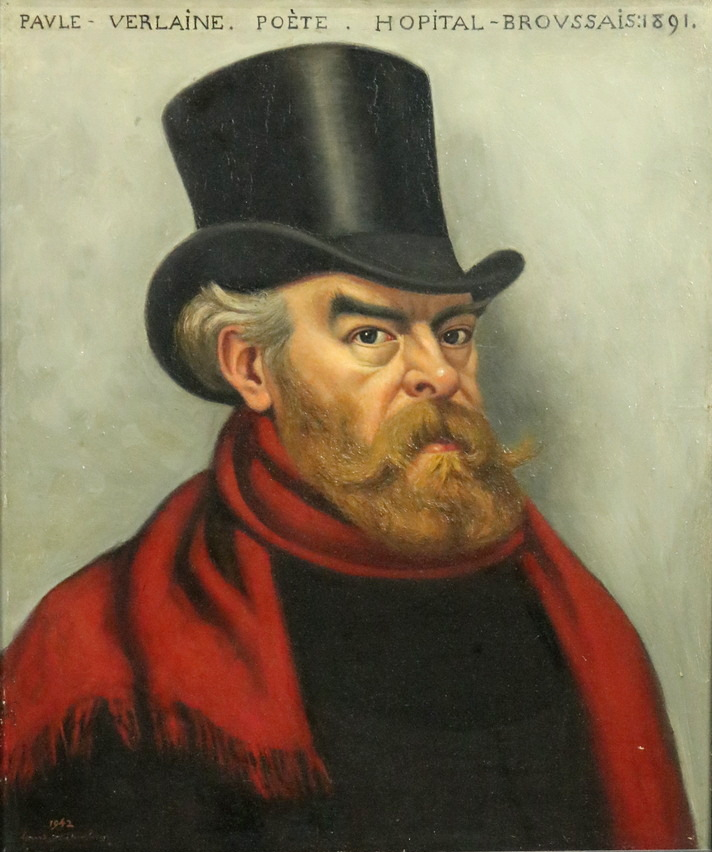
Ritratto di Paul Verlaine, 1891

Egli fu un alunno di Jean-François Portaels, Jean-Joseph Jaquet e Louis-Eugène Simonis all’accademia reale di belle arti di Bruxelles. Al 1891 risalgono due delle sue prime opere, un ritratto di Paul Verlaine e Interno di un atelier. Nel 1898 fu co-fondatore del gruppo artistico brussellese Le Labeur (“Il lavoro”).
Cambier fece un viaggio di studio a Gerusalemme, dopodiché viaggiò in Bretagna, in Italia e in Turchia. Cambier dipingeva ritratti, paesaggi, nature morte e scene di genere, oltre a occuparsi anche di incisioni e sculture.
A Parigi egli studiò all’Accademia Ranson e divenne amico di Paul Signac, Maurice Denis, Ker-Xavier Roussel e Paul Sérusier. Louis-Gustave sposò Juliette Cambier e nel 1906 ricevette una menzione d’onore al Salone degli artisti francesi di quell’anno.
Durante la prima guerra mondiale divenne un professore di scultura all'Accademia di Nizza. Tra i suoi studenti figurava Henri Matisse. In seguito visse a Cagnes, dove conobbe Auguste Renoir.
Dopo essere tornato in Belgio dopo il 1920, Cambier iniziò a ritrarre i suoi contemporanei con un certo stile “rinascimentale”. Fino alla sua morte nel 1949, egli espose le proprie opere a delle mostre che si tennero a Bruxelles, Anversa, Gand, Nizza e Vienna.

## Opere
- Interno di un atelier, 1891
- Ritratto di Paul Verlaine, 1891
- Mulino con ruscello, 1893
- Il bagno, 1907

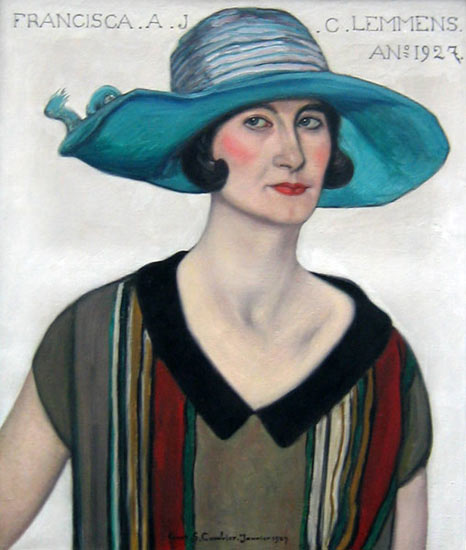
Ritratto di Francisca Lemmens, 1927

- Vista di Tripoli, in Libano, dal Mediterraneo, 1910 circa
- Ritratto di Paul Bourget, 1921
- Ritratto di Francisca Lemmens, 1927
- Autoritratto, 1940
- Ritratto di Winston Churchill, 1946
- Nudo di mezzogiorno, prima del 1949

## Galleria d’immagini

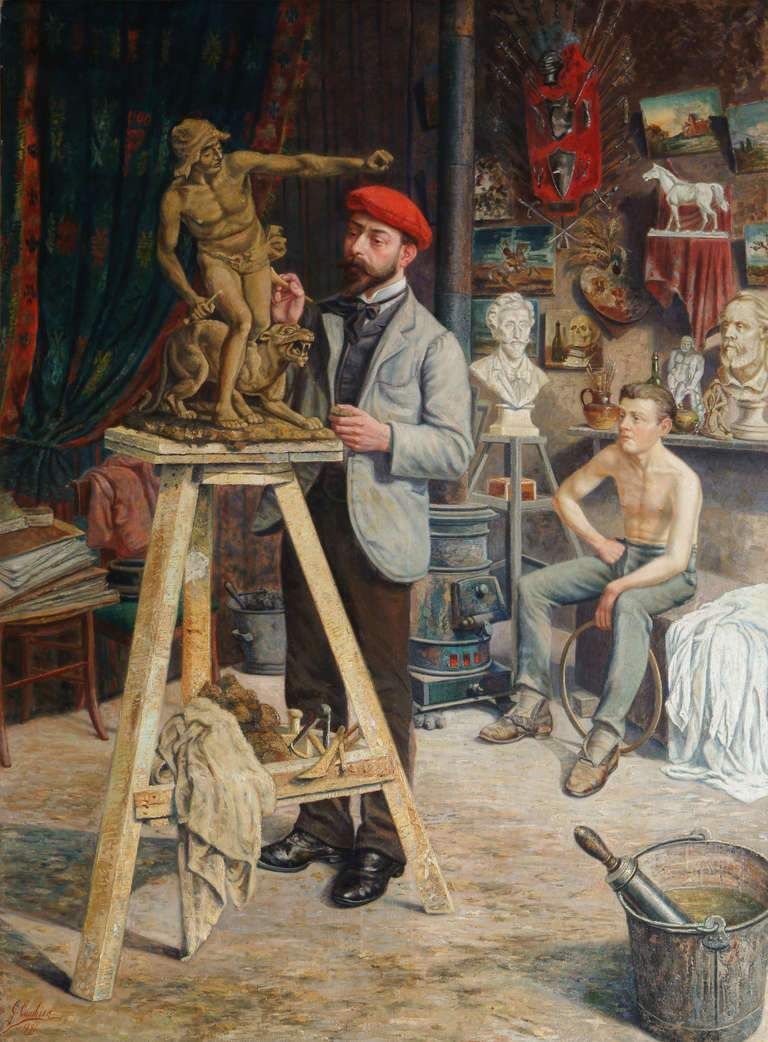
Interno di un atelier, 1891
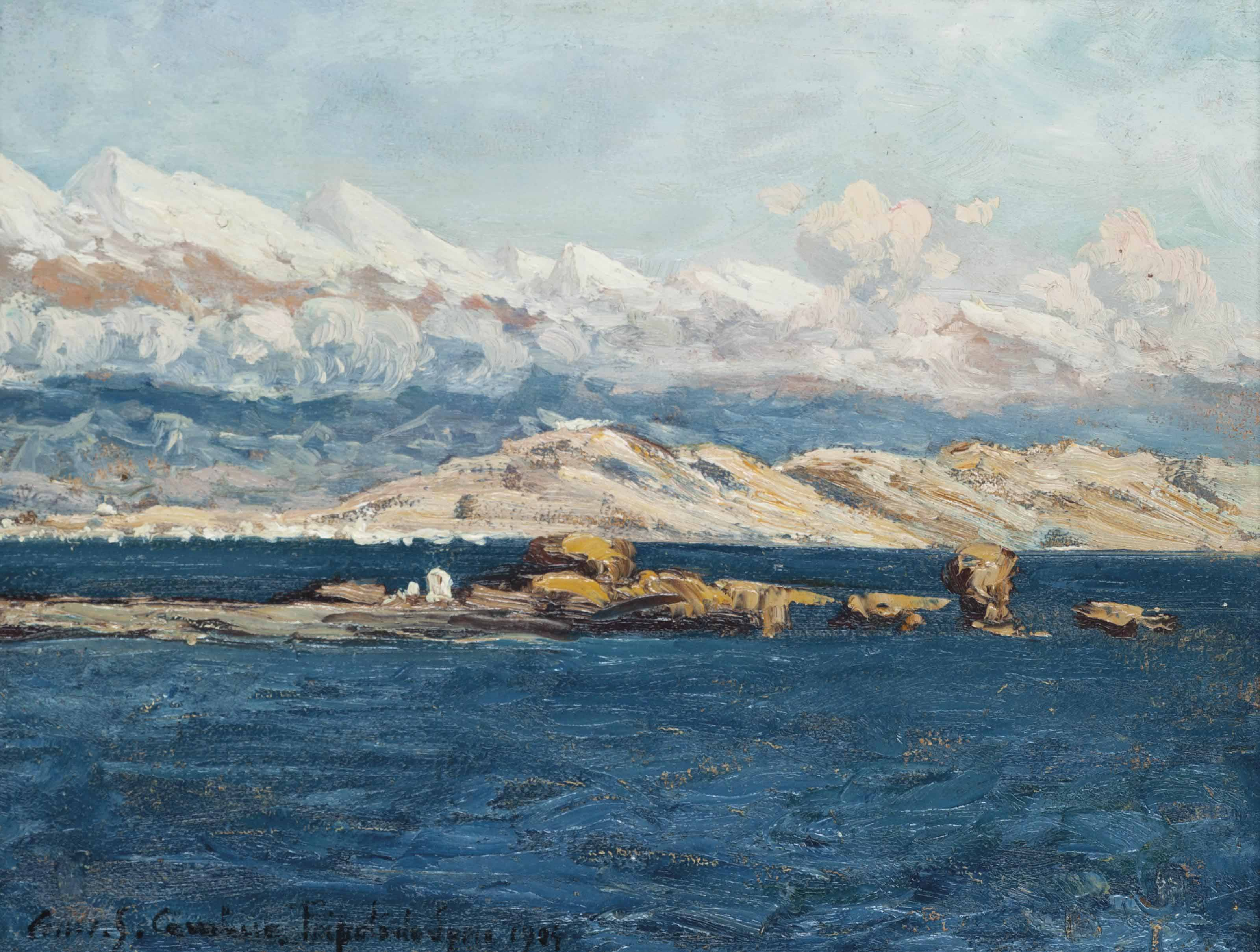
Vista di Tripoli, in Libano, dal Mediterraneo, 1910 circa
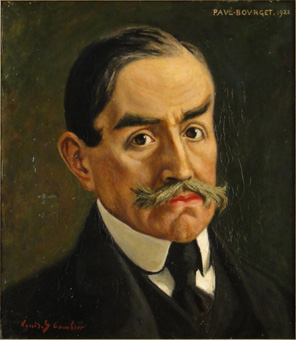
Ritratto di Paul Bourget, 1921
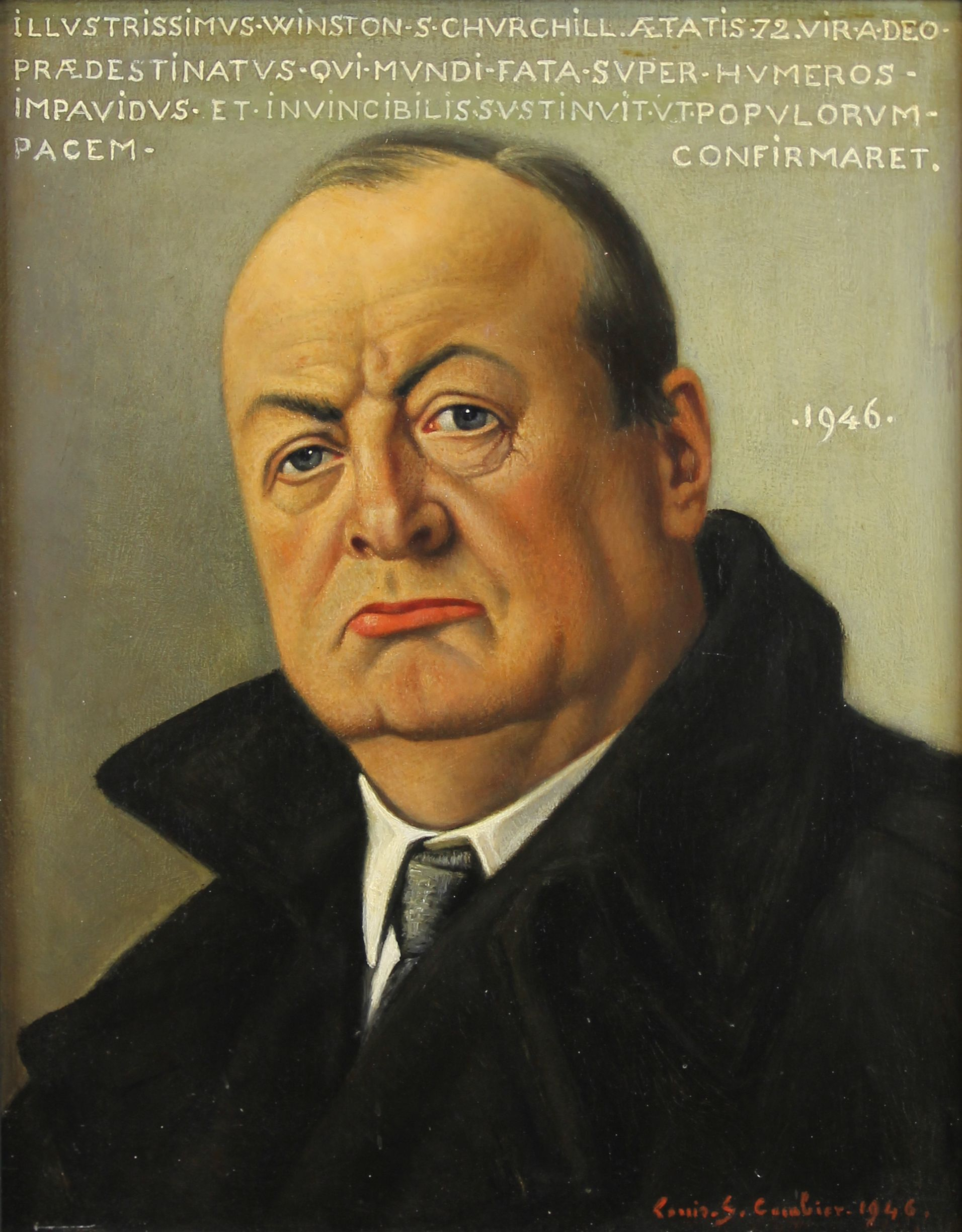
Ritratto di Winston Churchill, 1946
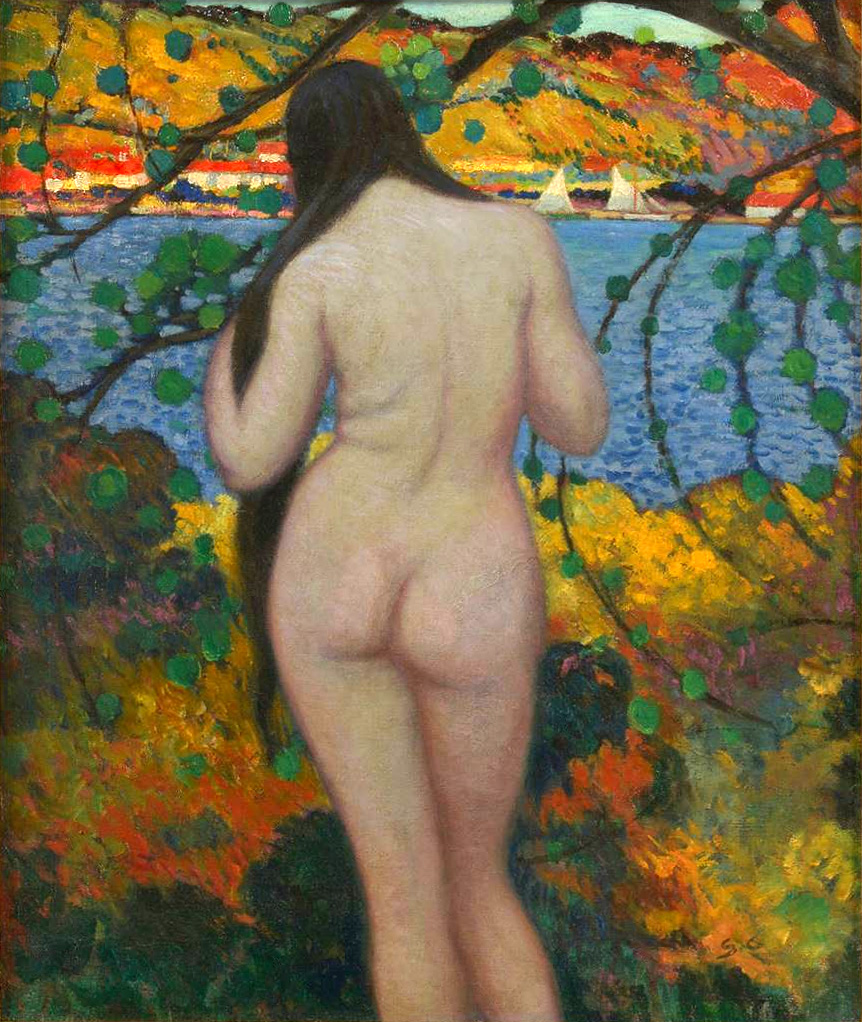
Nudo di mezzogiorno, prima del 1949